# Pseudomorpha pilatei
Pseudomorpha pilatei är en skalbaggsart som beskrevs av Maximilien de Chaudoir. Pseudomorpha pilatei ingår i släktet Pseudomorpha och familjen jordlöpare. Inga underarter finns listade i Catalogue of Life.